# Катедральний храм Святих мучеників Сергія і Вакха та Жировицької ікони Пресвятої Богородиці (Рим)
Катедральний храм святих мучеників Сергія і Вакха та Жировицької ікони Пресвятої Богородиці (Рим) (італ. Chiesa dei Santi Sergio e Bacco degli Ucraini) — український храм, розташований на П'яцца-делла-Мадонна-дей-Монті (італ. piazza della Madonna dei Monti) в районі Монті в Римі. Церква присвячена мученикам Сергію і Вакху, що походили з Сирії та померли мученицькою смертю за імператора Максиміна Дази II у 310 році. Від 11 липня 2019 року цей парафіяльний храм став осідком Апостольського екзархату для українців візантійського обряду, що проживають в Італії (УГКЦ).

## Історія виникнення українського храму в Римі
На християнському Сході досі існує давня практика, коли помісні церкви мають свої представництва при інших патріарших церквах, з якими перебувають у сопричасті, тобто повній євхаристійній єдності. Така потреба в постійному прокураторові (представникові) при Апостольській столиці назріла і для Київської церкви, яка після підписання в 1596 році Берестейської унії відновила євхаристійну єдність Київської митрополії з Римським Апостольським престолом. У 1626 році митрополит Київський, Галицький і всієї Русі Йосиф Велямин Рутський (5 квітня 1614 — 5 лютого 1637) відправив до Рима свого першого прокуратора — ієромонаха Миколу Новака. Після його смерті прокуратором у Вічному місті став єпископ Рафаїл Корсак (1637–1640), який за дорученням митрополита Рутського від імені всього руського (українського) народу просив папу надати українцям храм, який став би осідком прокураторів і гостинним домом для паломників.
Від 1632 до 1639 року митрополити Йосиф Велямин Рутський та Рафаїл Корсак працювали над організацією в Римі осідку прокураторів Київської з'єдиненої (греко-католицької) церкви. Це питання було вирішене у 1638 році, як свідчить про це лист від 12 липня 1638 року вже тоді митрополита Київського і всієї Русі Рафаїла Корсака до секретаря Конгрегації пропаганди віри Франческо Інґолі (21 листопада 1578 — 24 квітня 1649), у якому написано, зокрема, таке: «Незвичайно радію, що церкву Святих Сергія і Вакха призначено для русинів завдяки трудам Вашої Достойности».
25 червня 1640 року відбулося засідання в апостольському палаці на Квіриналі, на якому був присутнім Святіший Отець Урбан VIII (6 серпня 1623 — 29 червня 1644) та 11 кардиналів. Під час цього заходу був зачитаний декрет, за яким з'єдиненим русинам відводиться церква Святих мучеників Сергія і Вакха в Римі разом із прилеглими будівлями.
При храмі Святих Сергія і Вакха планували створити осідок прокураторів Київської церкви. Крім того, як читаємо в папських документах, передбачалося, що «цією парафіяльною церквою Святих Сергія і Вакха зможе користуватися Колегія руської нації, яка має бути там утворена». Та українські студенти і далі мешкали в Грецькій колегії. І щойно 18 грудня 1897 року папа Лев XIII (20 лютого 1878 — 20 липня 1903) створив при храмі Руську колегію (тепер Українська папська колегія святого священномученика Йосафата), яка була перенесена в 1932 році до новозбудованого приміщення на пагорбі Янікул.
Коли українські та білоруські землі ввійшли до складу Російської і Австрійської імперій (наприкінці XVIII ст.), З'єдиненій Київській церкві заборонили мати представників при Апостольській столиці. У 1829 році, після смерті прокуратора ієромонаха Анатолія Вільчинського, російський царський уряд намагався привласнити церкву Святих Сергія і Вакха та прилеглі будівлі, мотивуючи це тим, що майно «належить Василіанському чинові, який опинився на російській території». Але Конгрегація пропаганди віри довела, що будинок і храм є власністю Апостольської столиці і призначила адміністраторами італійських священників, які здійснювали управління від 1830 до 1897 року. Коли ж у 1847 році до Рима із монастиря в Білій Литовської провінції (монастир заснований 1690 року, перестав існувати 1864 року) прибули священники-василіани Михайло Домбровський (†1879) та Ніканор Краєвський, які втекли з російських тюрем, то в церкві не було жодного комплекту східних богослужбових риз. У 1828 році було 14 комплектів, проте в 1833 році тодішній адміністратор наказав їх або переробити на латинські ризи, або продати. Згодом прокуратор Львівської митрополії, о. д-р Василь Левицький, у 1896–1902 роках писав: «[прибувши до нашої церкви] ми, крім великого Служебника і малого дияконника й одного Апостола, буквально, нічого не посідали … буквально, я не застав нічого, бо перед перебудовою цього дому мешкав там латинський священник … так що з обряду нашого ані жодної книжки, ані будь-чого іншого там уже не зосталося. Тоді я звертався, куди міг, як за іншими літургічними речами, так і за книжками церковними й отримував щедрі пожертви».

## Історія церкви святих Сергія і Вакха

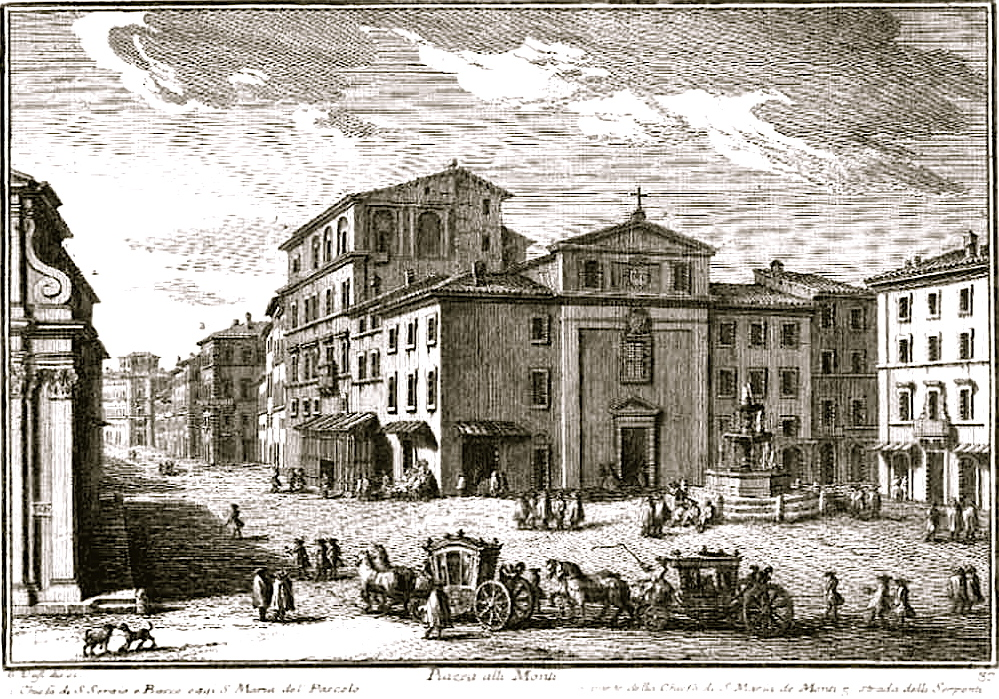
Гравюра церкви Джузеппе Вазі з 1750

Згадка про першу сакральну споруду на цьому місці сягає початку IX століття — часів понтифікату папи Льва III (795–816). Папський біограф, розповідаючи про храми та монастирі, які прикрашав цей єпископ Рима, пише про каплицю Святих Сергія і Вакха, що розташована в так званому кварталі Калиніко. Наприкінці IX століття папа Венедикт III (855–858) обдарував цей монастир двома золотими чашами та дискосом. Церкву знову згадують у XI столітті в буллах пап Григорія VI та Григорія VII як монастир Святого Сергія, що називався Калинікійським на Субуррі. Імовірно, що храм, посвячений на честь святих мучеників Сергія і Вакха (військовиків високого рангу при дворі цезаря Східної Римської імперії Максиміна Дази II, які прийняли мученицьку смерть у Сирії приблизно 310 року), існував ще раніше.
Культ мучеників Сергія і Вакха швидко поширився по всій Римській імперії. У 527 році в Константинополі була збудована церква Святих Сергія і Вакха, тепер так звана Мала Свята Софія. У IX столітті в Римі було п'ять церков, присвячених святим Сергію і Вакху, проте сьогодні їхнє ім'я носить лише український храм.
Історія цієї церкви тісно пов'язана з іменем кардинала Антоніо Барберіні (1569–1646), великого мецената багатьох римських храмів, брата папи Урбана VIII. За його підтримки повністю відреставровано храм Святих Сергія і Вакха. Кардинал Барберіні також придбав прилеглі будинки для потреб українців і залишив фонд на утримання цих споруд і храму. Його ім'я викарбовано у пам'ятному написі над портиком церкви.

## Екстер'єр храму

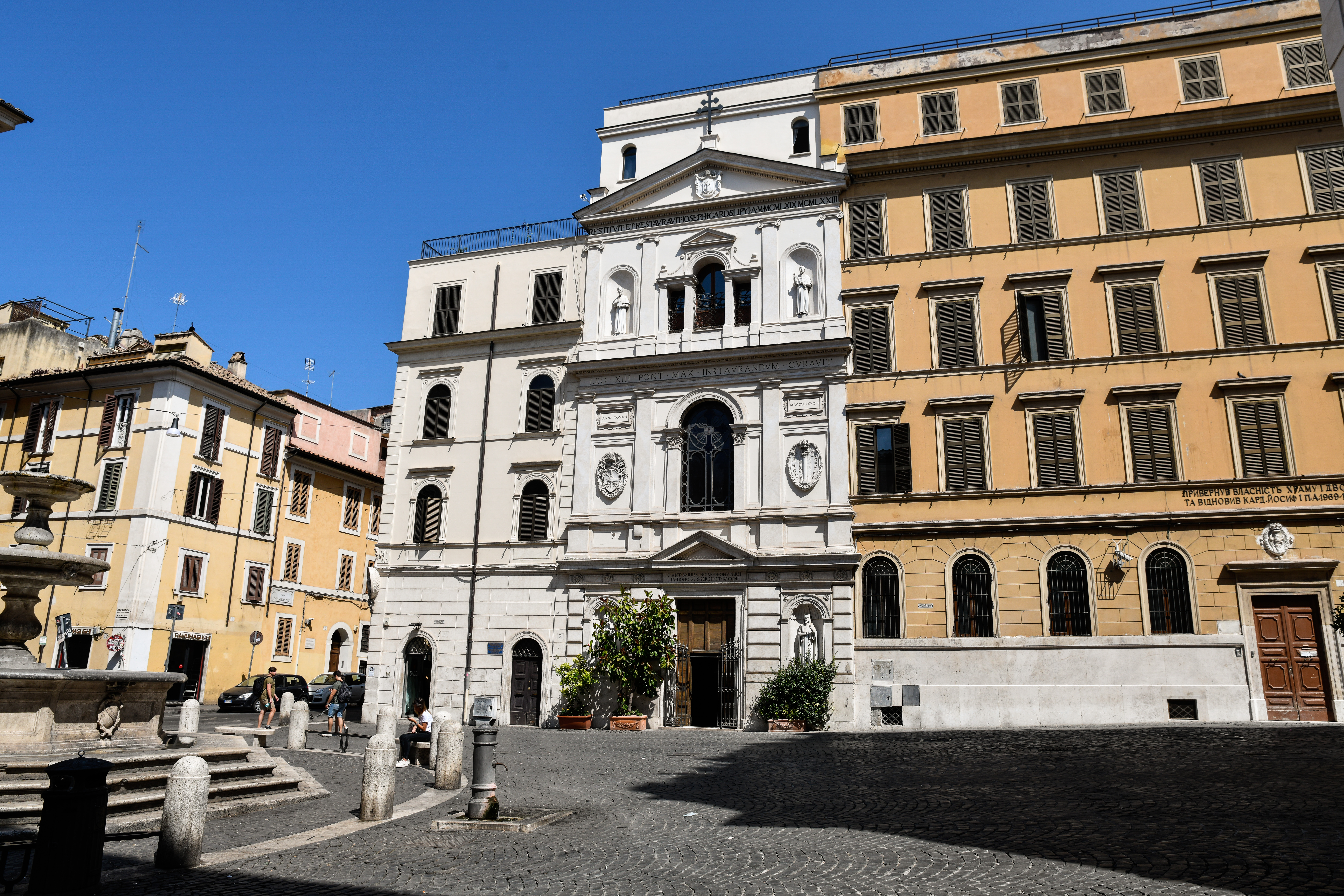

Фасад храму пережив реконструкції в 1729 і 1741 роках, а також у 1896 році, відколи в основному зберіг свій нинішній вигляд. У 1896 році, за понтифікату папи Льва XIII (1878–1903) під керівництвом Етторе Бонолі було додано чотири ніші, у які планувалося помістити статуї чотирьох великих учителів Східної церкви: Івана Золотоустого, Василія Великого, Григорія Богослова та Атанасія Великого. На фасаді сакральної споруди зображено герб цього папи й емблему Чину святого Василія Великого, генеральна курія якого від 1932 року разом із осідком прокуратора Київської Церкви перебувала при храмі Святих мучеників Сергія і Вакха.
Свій сучасний вигляд фасад української святині в Римі набув під час реконструкції 1969–1975 років. На площині фронтону храму в 1975 році з'явився вирізьблений з мармуру патріарший герб Йосифа Сліпого (17 лютого 1892 року – 7 вересня 1984 року), на якому зображено патріарший хрест, митру, архиєрейський жезл та Богородицю з піднятими в молитві руками (Оранту) із написом латиною «Per aspera ad astra» («Через терни до зірок»). А на фризі під ним – латинський напис, який українською звучить так: «Повернув власність храму і двора та відновив Йосиф кардинал Сліпий І, 1969–1973».
Того ж 1975 року ніші фасаду прикрасили чотирма мармуровими статуями високих церковних достойників, які відіграли важливу роль у тому, що ця святиня належить українській церкві. Праворуч угорі вміщена фігура папи Урбана VIII, який подарував цю посілість українському народу. А ліворуч угорі — мармурова фігура його брата, кардинала Антоніо Барберіні, який був великим меценатом і придбав та спорудив будівлі навколо храму для потреб прокураторів Київського митрополита, якими тоді були ченці-василіани. На нижньому ярусі, ліворуч, розташована статуя митрополита Йосифа Велямина Рутського, який наполегливо старався набути цю посілість у Римі для потреб Русько-української з'єдиненої церкви, а праворуч – патріарха Йосифа Сліпого, який повернув і відновив цю важливу пам'ятку присутності Української Церкви в Римі.
Автором мармурових скульптур є італійський скульптор Уґо Маццеї.

## Інтер'єр храму

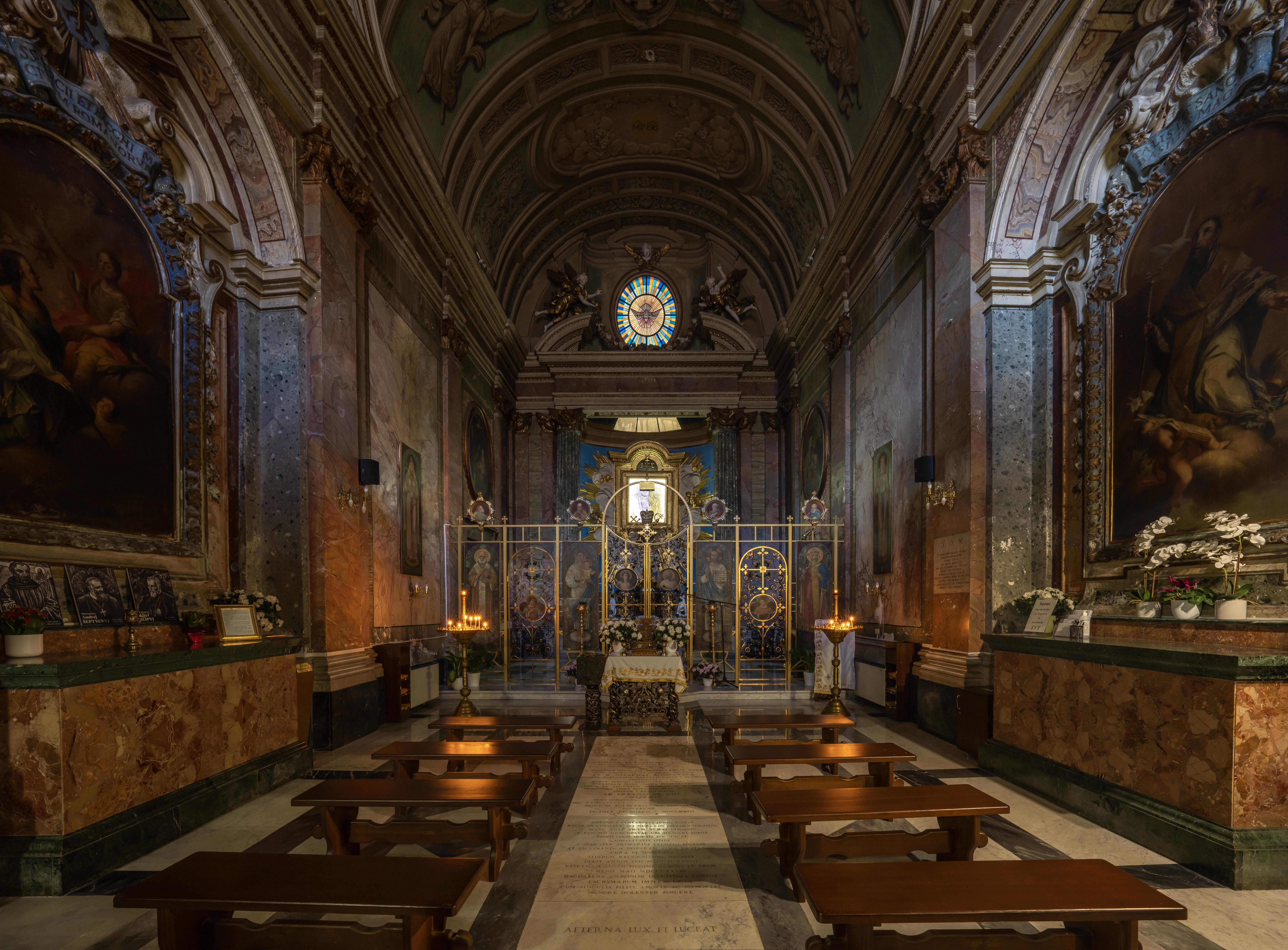

Сучасний інтер'єр церкви є результатом кількох реставрацій, починаючи з XVII століття. Першу з них розпочали за вказівкою Київського митрополита Рафаїла Корсака (1637–1640). Його надмогильна плита розташована в центральній частині підлоги храму. Після смерті цього митрополита реставраційні роботи здійснювалися під патронатом кардинала Барберіні. Тоді було завершено центральний престол, розширено вхідні двері й відновлено фасад. Наступні реставрації та часткові перебудови відбувалися протягом XVIII століття. Бічні престоли авторства Франческо Феррарі (1721–1744), дещо заглиблені в стіни й окреслені коринтськими пілястрами, виготовлені в 1741 році. До цього періоду також належать: фреска на стелі, що зображає прославлення в Небі Пресвятої Богородиці, у виконанні Себастьяна Чеккаріні (17 травня 1703 — 26 серпня 1783), ікони святих Сергія і Вакха та Василія Великого на бічних престолах пензля Ігнатія Стерна (італінізовано — Ignazio Stella, 1680–1748 роки). Запрестольну конху з двома гарними жолобчастими колонами зеленого кольору, завершеними коринтськими капітелями, створено за проєктом Філіппо Баріджіоні (1672–1753). В ній вміщено Жировицьку чудотворну ікону Богородиці, яку покриває металева сріблена та золочена риза, виготовлена в 1819 році. В святилищі розташовані дві овальні картини «Свята Анна навчає Марію» та «Різдво Ісуса Христа», які датуються першою половиною XVIII століття, обидві частково відновлені. Оздоблення святилища доповнює вітраж із зображенням голуба – Святого Духа, вмонтований в овальне вікно над Жировицькою чудотворною іконою Богородиці. Проєкт для вітража (беручи за взірець аналоги, зокрема в Соборі Святого Петра у Ватикані) виконав у 1970-х роках Михайло Мороз (1904–1992).
До 60-х років минулого століття над головним престолом був кам'яний, з багатою ліпниною балдахін на чотирьох колонах. Сучасний престол зроблений із білого каррарського мармуру. Його виготовив Уґо Маццеї на замовлення патріарха Йосифа у квітні 1971 року.

## Іконостас

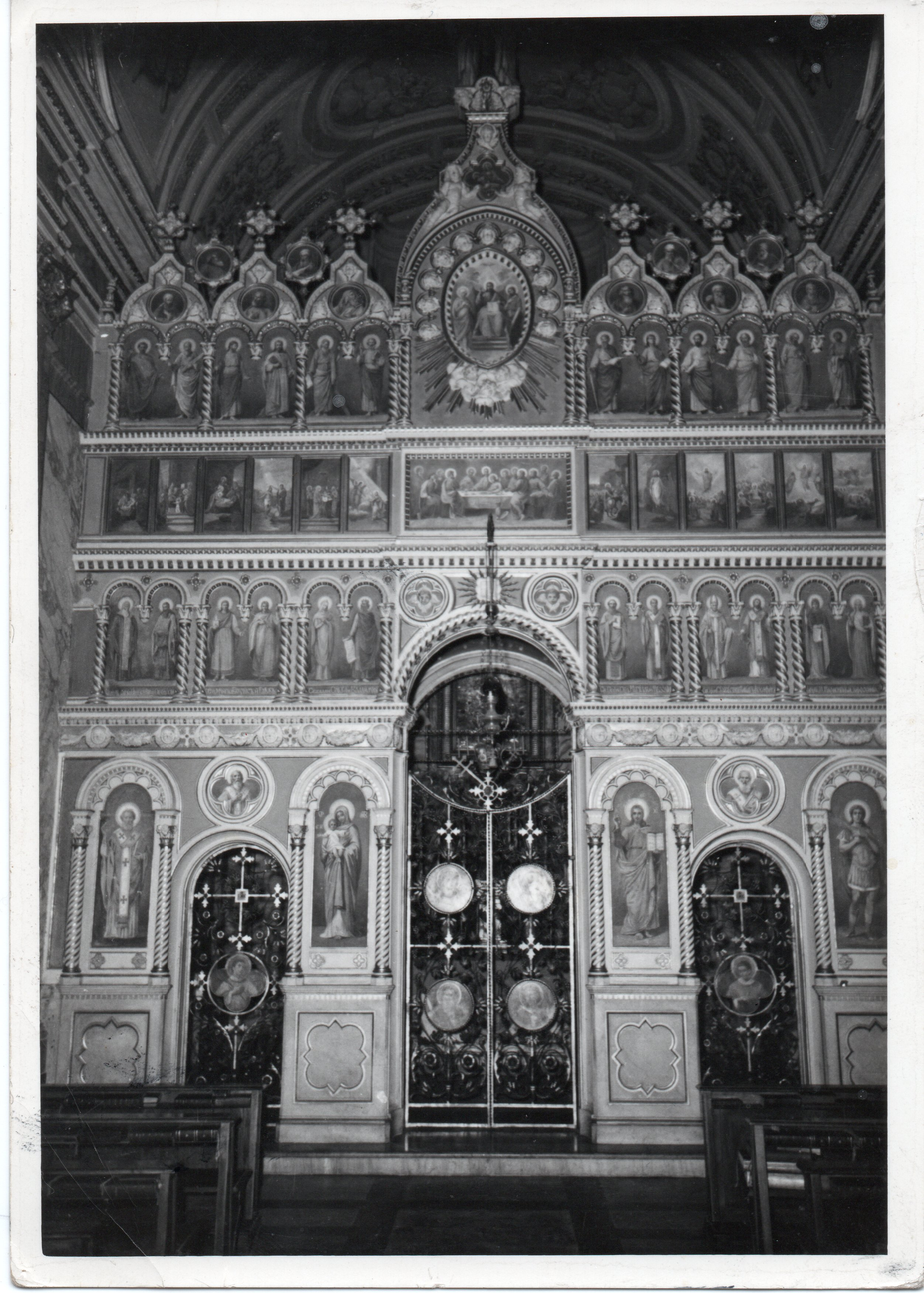

До 60-х років XX століття храм Святих Сергія і Вакха прикрашав зразковий п'ятиярусний (до половини з білого мармуру, увесь з елементами позолоти та 52-ма іконами) іконостас, споруджений у 1897 році коштом митрополита Галицького, архиєпископа Львівського, єпископа Кам'янецького Сильвестра кардинала Сембратовича (5 травня 1885 року – 4 серпня 1898 року), єпископа Перемишльського, Самбірського і Сяноцького Юліяна Пелеша (1891–1896), його наступника — єпископа Перемишльського, Самбірського і Сяноцького Костянтина Чеховича (21 лютого 1897 — 28 квітня 1915), єпископа Станіславівського Юліана Сас-Куїловського (22 вересня 1891 — 30 серпня 1899). Проте він був зруйнований і більша його частина безслідно пропала. Залишилися тільки ковані царські і дияконські врата, майстерно прикрашені мотивами виноградної лози, а також давніми іконами чотирьох євангелистів і двох архидияконів – святих Лаврентія і Стефана. Ікони на вратах написані олійними фарбами на металевій основі округлої форми в дусі новокласичного італійського мистецтва XIX століття. Тло цих ікон є темно-брунатне, крім ореолів, виконаних старо-золотою фарбою. Їх автором є Чезаре Карозеллі (1847–1927), нащадок славної малярської римської родини. Ікони первісного іконостаса в храмі Святих Сергія і Вакха він написав у 1897 році. Тоді ж був виготовлений мармуровий тетрапод, дерев'яне горне сідалище та кивот.
Теперішній двоярусний металевий іконостас був встановлений 16 серпня 1971 року. Намісні ікони Христа, Богородиці з Дитям, святого Миколая, святого й рівноапостольного князя Володимира, святої і рівноапостольної княгині Ольги та святої Женев'єви написав олійними фарбами в 1943 році в стилі французького імпресіонізму із вкрапленнями українських національних рис Олександр Савченко-Більський (1900–1991). Автор творив їх для іконостаса української греко-католицької катедри Святої Володимира в Парижі. Проте в 1972 році у паризькій церкві встановили новий іконостас, а твори О. Савченка-Більського були передані патріарху Йосифові до Рима і донині становлять частину іконостаса в храмі Святих мучеників Сергія і Вакха.

## Поховання в крипті храму
Давні епітафії, написані на мармурових плитах долівки в церкві, свідчать про захоронення в ній митрополита Київського і всієї Русі Рафаїла Корсака (1595 чи 1601 рік, Новгородок – 28 серпня 1640 року, Рим): «Рафаїлові графові Корсакові, архиєпископу Київському і Галицькому, митрополитові всієї Русі, що його вислав польський король Зиґмунт III до Апостольського престолу для вирішення дуже важливих справ і беатифікації Йосафата Кунцевича, архиєпископа Полоцького. Довершив точно і щасливо справу. Церкву цю приоздобив привезеними з собою священними обрусами і золотими та срібними дарами та випросив у папи Урбана VIII сусідній дім для монахів своєї нації Чину святого Василія Великого. Помер передчасно і тут похований. Полоцькі монахи встановили цю пам'ятну таблицю 17 грудня 1673 року».
Ще одна меморіальна плита вказує на поховання в крипті храму Івана Інокентія Міку-Кляйна (1692–1768), єпископа Фаґарша Румунської греко-католицької Церкви, який помер 22 вересня 1768 року і був похований у крипті церкви Святих мучеників Сергія і Вакха. 22 червня 1997 року його тлінні рештки були перенесені до храму румунської колегії Піо Ромено в Римі. А 2 серпня 1997 року їх перевезли до м. Блаж, де перепоховали 19 жовтня 1997 в катедральному соборі Святої Трійці.
У крипті спочивають тлінні останки також і інших осіб, які з певних причин були в ній похоронені.

## Історія храму в XX і на початку XXI століття

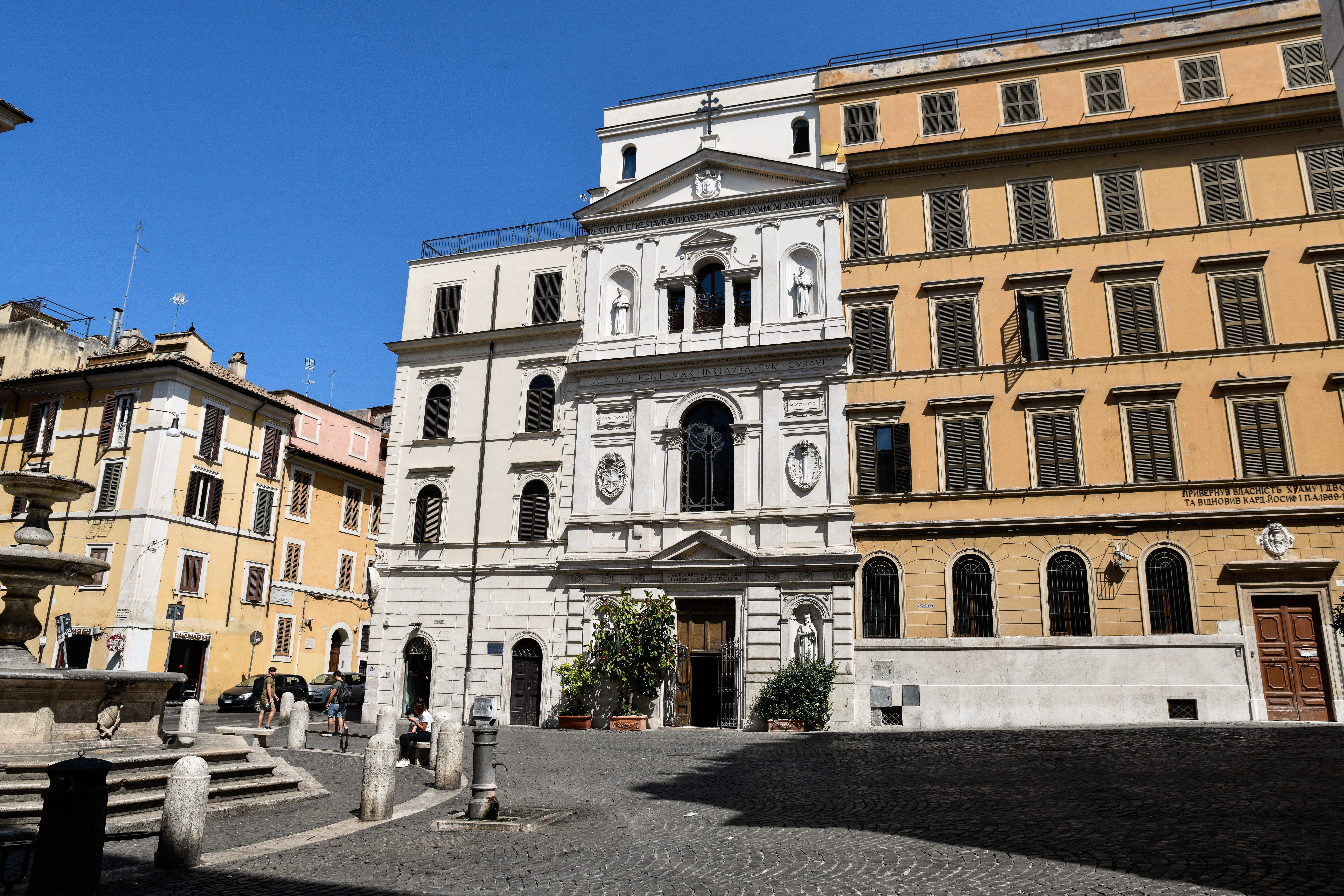

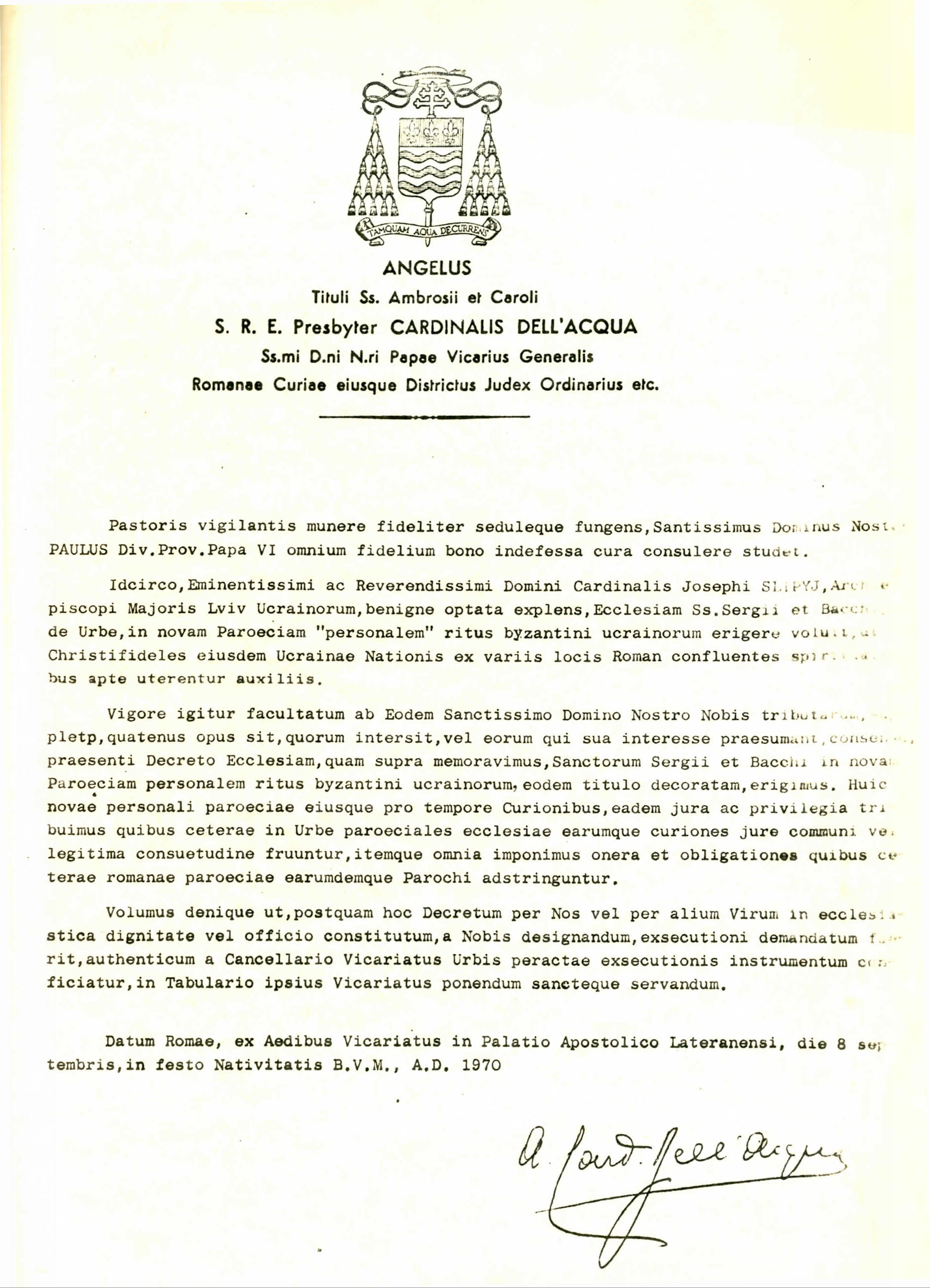

Від 18 грудня 1897 року до 1932-го при храмі Святих Сергія і Вакха діяла Руська колегія (тепер Українська папська колегія святого священномученика Йосафата). Упродовж 1932–1960 років церква і прилеглі до неї будівлі належали Василіанському чину святого Йосафата. У 1960 році ченці-василіани перенесли свій осідок у нове приміщення монастиря на Авентині. Тоді ж храм Святих Сергія і Вакха та будинок перейшли у власність Папської латиноамериканської колегії, яка відтак перепродала храм разом із прилеглими будівлями світській компанії «Флоріо–Тонеллі».
Після звільнення із сибірського ГУЛАГу і приїзду до Рима в 1963 році митрополит Йосиф Сліпий відразу взявся за справу повернення церковного комплексу та його відновлення. Із 1970 року храм і прилеглі будівлі знову стали власністю Української греко-католицької церкви. Того ж року завдяки старанням патріарха Йосифа кардинал Анжело Делл'Аква (9 грудня 1903 — 27 серпня 1972), вікарій папи для єпархії міста Рима, декретом «Pastoris vigilantis» («Пастир, що чуває») від 8 вересня утворив персональну парафію для українців-католиків візантійського обряду, «щоб Христові вірні, які походять з українського народу і проживають в різних куточках Рима, духовно єдналися і отримували належну опіку».
У 1970-х роках були проведені археологічні дослідження крипти храму. Їх результати доводять, що це не просто підземне приміщення, утворене під час будівництва церкви. Фахівці стверджують, що храм зведено на залишках будівлі II століття до Христа і що це міг бути мистецьки оздоблений палац одного з давньоримських вельмож.
11 липня 2019 року Святіший Отець Франциск буллою «Christo Salvatori» («Христу-Спасителю») створив для українців візантійського обряду Апостольський екзархат в Італії. Катедральним храмом новоствореної церковної структури стала парафіяльна церква Святих мучеників Сергія і Вакха та Жировицької ікони Пресвятої Богородиці в Римі [Архівовано 17 вересня 2020 у Wayback Machine.].

## Копія Жировицької чудотворної ікони Пресвятої Богородиці в українському храмі Святих Серія і Вакха в Римі

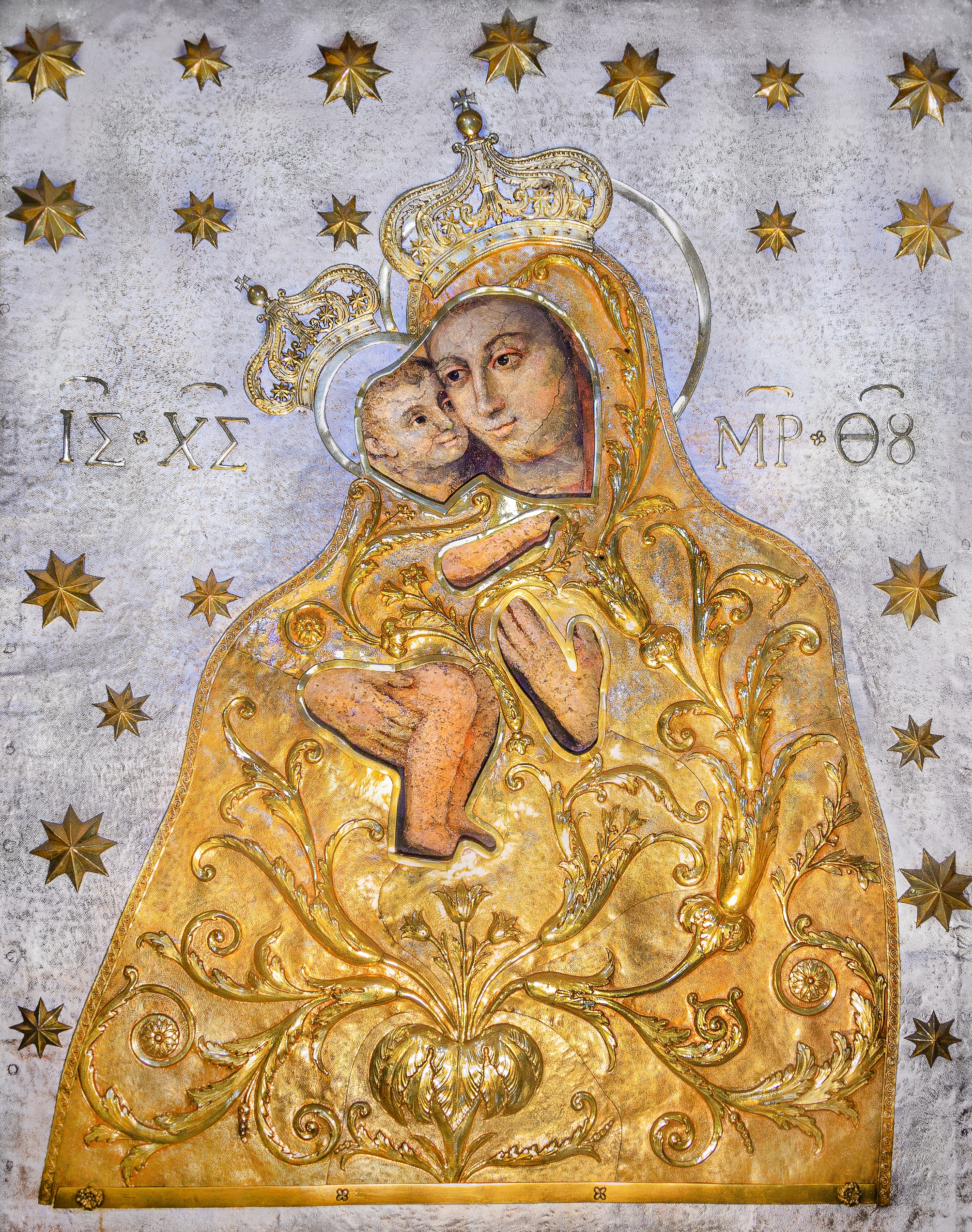

Окрасою храму є збільшена копія Жировицької чудотворної ікони Пресвятої Богородиці, яка була віднайдена на стіні захристії на початку серпня 1718 року. У ніч на 7 вересня 1719 року, за наказом папи Климента XI (1700–1721), ікону було вирізано з муру й перенесено до церкви та вмуровано над головним престолом, де вона перебуває до сьогодні. Від 25 серпня 1719 року до 10 лютого 1804 року був зареєстрований 151 випадок оздоровлення й заступництва. Із них 128 випадків належать до першого періоду: від 25 серпня до 7 вересня 1719 року.
Упродовж усієї історії української святині у Вічному місті римські архиєреї не залишали поза увагою цей храм. Папа Олександр VII (1655–1677) надав 5 листопада 1665 року церкві Святих Сергія і Вакха повний відпуст у день пам'яті священномученика Йосафата, архиєпископа Полоцького. Папа Климент IX (1667–1669) 23 жовтня 1667 року надав храму такий привілей у це ж свято впродовж семи років. Папа Пій VII (1800–1823) урочисто відвідав церкву в 1819 році, а його наступник, папа Лев XII (1823–1829), у 1827 році своїм декретом присвятив церкву Святих мучеників Сергія і Вакха ще й Божій Матері «На пасовищі». Означення «На пасовищі» нагадує про місце знайдення пастухами оригіналу Жировицької ікони Божої Матері, що трапилося в селі Жировичі (теперішня Білорусь) у 70-х роках XV століття.

## Храм Святих Сергія і Вакха та Жировицької ікони Пресвятої Богородиці сьогодні
Сьогодні церква Святих Сергія та Вакха та Жировицької ікони Пресвятої Богородиці є катедральним храмом Апостольського екзархату для українців візантійського обряду, які проживають в Італії. У церкві щодня звершуються богослужіння, тут вирує активне парафіяльне життя. Тож у багатомільйонному Вічному місті на порозі третього тисячоліття в пісні прослави Творця лунає також молитва українською мовою.